# Amplicephalus valdivianus
Amplicephalus valdivianus är en insektsart som beskrevs av Rauno E. Linnavuori och Delong 1977. Amplicephalus valdivianus ingår i släktet Amplicephalus och familjen dvärgstritar. Inga underarter finns listade i Catalogue of Life.